# Interopa Film
Die Interopa Film GmbH ist ein Produktionsunternehmen für die Synchronisation von Filmen und Fernsehserien mit Sitz in Berlin.

## Geschichte
Nachdem Gert J. Weber die Berliner Synchron mit aufgebaut hatte, eröffnete er 1959 sein eigenes Studio mit dem Namen Interopa Film in Berlin-Neukölln und ließ sich in der Harzer Straße 39, im denkmalgeschützten Gebäude der Geyer-Werke, nieder. Geschäftsführer sind heute Sebastian Heinzelmann von Hallberg, Alberto Abisso, Alexandre Taieb.
Gegenwärtig sind 30 Schnitttechniker, Aufnahme- und Produktionsleiter angestellt, die neben Fernsehserien etwa 20 bis 30 Kinofilme jährlich synchronisieren.

## Produktionen
Traditionell synchronisiert das Unternehmen hauptsächlich Kino- und Fernsehfilme, in den 1970er Jahren übernahm es die deutsche Vertonung von Fernsehserien wie Kojak – Einsatz in Manhattan oder Dallas. Mittlerweile spezialisierte sich Interopa zusätzlich auf Animationsfilme.

### Fernsehserien (Auswahl)
- 1973–1978: Kojak – Einsatz in Manhattan
- 1978–1991: Dallas
- 1979–1984: Hart aber herzlich
- 1987–1995: Full House
- 1990–1991: Twin Peaks
- 1996–2001: Hinterm Mond gleich links
- 1997–2002: Ally McBeal
- 2000–2007: Gilmore Girls
- 2001–2005: Six Feet Under
- 2002–2009: Without a Trace
- 2004–2013: CSI: NY
- 2005–2017: Bones – Die Knochenjägerin
- seit 2005: Grey’s Anatomy
- 2007–2013: Private Practice
- 2011–2017: Grimm
- 2016–2019: Victoria

### Fernsehserien Zeichentrick (Auswahl)
- 1987–1990: DuckTales – Neues aus Entenhausen
- 1993–1998: Animaniacs
- 1995–1998: Pinky und der Brain
- 1996–2000: Superman

### Kinofilme (Auswahl)
- 1995: Braveheart
- 1996: Independence Day
- 1997: Titanic
- 1998: Shakespeare in Love
- 1999: Fight Club
- 2000: X-Men, 2003: X-Men 2, 2006: X-Men 3, 2016: X-Men: Apocalypse
- 2001: A.I. – Künstliche Intelligenz
- 2002: Minority Report
- 2002: Die Bourne Identität, 2004: Die Bourne Verschwörung, 2007: Das Bourne Ultimatum
- 2003: Last Samurai
- 2005: München
- 2005: King Kong
- 2007: Transformers
- 2007: 300
- 2007: Ocean’s 13
- 2007: No Country for Old Men
- 2007: American Gangster
- 2008: Operation Walküre – Das Stauffenberg-Attentat
- 2008: 8 Blickwinkel
- 2009: Transformers – Die Rache
- 2011: Transformers 3
- 2013: White House Down
- 2014: Transformers: Ära des Untergangs
- 2015: James Bond 007: Spectre
- 2016: Deadpool
- 2017: Transformers: The Last Knight
- 2018: Bumblebee
- 2018: Deadpool 2
- 2023: Transformers: Aufstieg der Bestien

### Kinofilme Animation (Auswahl)
- 1996: Space Jam
- 1998: Antz – Was krabbelt da?
- 2004: Der SpongeBob Schwammkopf Film
- 2004: Der Polarexpress
- 2006: Der tierisch verrückte Bauernhof
- 2007: Die Simpsons – Der Film
- 2007: Alvin und die Chipmunks – Der Kinofilm
- 2009: Alvin und die Chipmunks 2
- 2023: Wish
- 2024: Transformers One

## Auszeichnungen
- 2003: Deutscher Preis für Synchron in der Kategorie Herausragend synchronisierte TV-Serie für Ally McBeal
- 2005: Deutscher Preis für Synchron in der Kategorie Herausragend synchronisierte TV-Serie für 24
- 2010: Deutscher Preis für Synchron in der Kategorie Herausragend synchronisierte TV-Serie für Californication